# پم مونوز ریان
پم مونوز ریان (انگلیسی: Pam Muñoz Ryan؛ زادهٔ ۲۵ دسامبر ۱۹۵۱) نویسنده اهل ایالات متحده آمریکا است. عمده فعالیت این نویسنده در ژانر ادبیات کودک و ادبیات داستانی نوجوانان است